# Gura Teghii
Gura Teghii is een Roemeense gemeente in het district Buzău.
Gura Teghii telt 3687 inwoners.